# Abrego (Guimarães)
Abrego era, em 1747, uma aldeia portuguesa da freguesia de São Miguel do Mosteiro, termo da Vila de Guimarães. No secular estava subordinada à Comarca de Guimarães, e no eclesiástico ao Arcebispado de Braga, pertencendo à Província de Entre Douro e Minho.